# Wilmowski (Adelsgeschlecht)

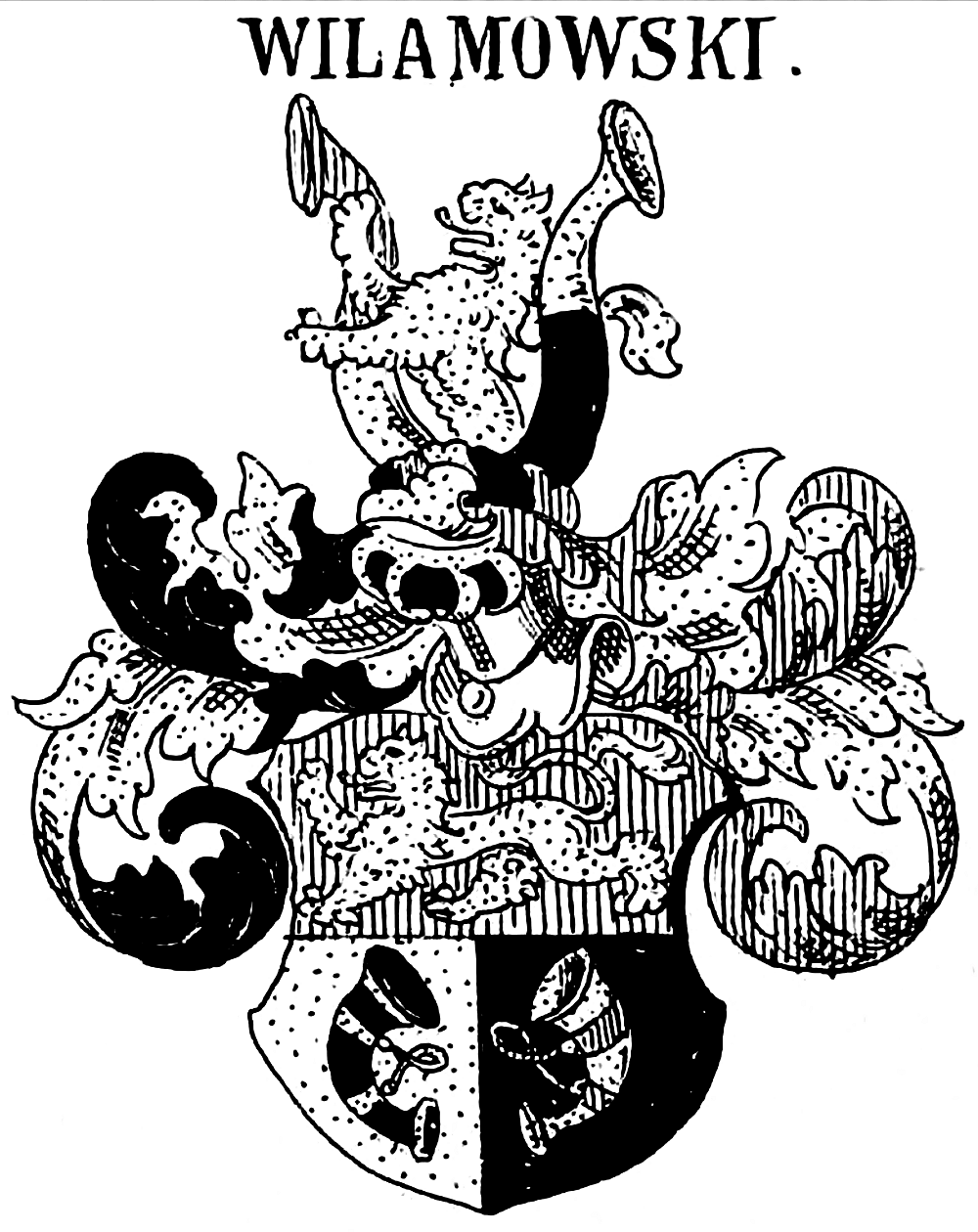
Stammwappen derer von Wilmowski

Wilmowski, auch Wilmowsky oder Wilamowski, ist der Name eines schlesischen Adelsgeschlechts aus dem Herzogtum Teschen. Die Familie, deren Zweige zu Teil bis heute bestehen, gelangte später auch in Böhmen und Preußen zu Besitz und Ansehen.
Das Geschlecht ist zu unterscheiden von den gleichnamigen polnischen von Wilamowski.

## Geschichte

### Herkunft
Das Geschlecht erhielt mit Johannes (Hans) Skoczowsky am 12. September 1553 zu Krakau von König Sigismund August von Polen den polnischen Adelsstand mit dem Prädikat de Skoykowicze. Mit ihm beginnt auch die ununterbrochene Stammreihe der Familie. Die Adelserhebung erfolgte nach Fürsprache von Herzog Wenzel von Teschen. Johannes Skoczowsky war herzoglich Teschenscher Amtmann zu Freistadt und später Herr auf Wilamowitz und Miendziswietz bei Skotschau. Am 25. Januar 1561 wurde ihm auch ein böhmischer Wappenbrief als von Koykowitz verliehen.
Ab 1695 nannten sich Angehörige der Familie Wilmowski bzw. Wilmowsky, nach dem Rittergut Wilamowitz.

### Linien und Persönlichkeiten
Die beiden Söhne von Wenzel George, er war 1676 Landrechtsbeisitzer im Herzogtum Teschen und ein Urenkel von Johannes Skoczowsky, teilten die Familie in zwei Linien. Der Begründer der jüngeren Linie Julius Adam (* 1661; † 1722) heiratete Anna Barbara von Paczensky und hinterließ drei Söhne. Der älteste Sohn Johann (Hans) Leopold Skoczowski (* 15. November 1683; † 18. Mai 1749), genannt Wilamowsky, erhielt 1732 den böhmischen Freiherrenstand. Sein einziger Sohn starb bereits mit zehn Jahren. Da seine Brüder keine Nachkommen hinterließen, erlosch die Linie im Mannesstamm.
Der Begründer der älteren Linie Ludwig Moritz (* 1658) wurde königlich preußischer Hof- und Legationsrat. Er starb am 4. November 1722 als Herr auf Tammendorf bei Crossen. Aus seinen beiden Ehen gingen fünf Söhne hervor, die die Linie in weitere Äste aufteilten. Es gelangte aber nur der von Otto Gustav Moritz begründete Ast bis in die heutige Zeit.
Otto Gustav Moritz von Wilmowski (* 24. Dezember 1702 in Crossen; † 1760) war ländgräflich hessen-kasseler Oberst. Von seinen 12 Kindern überlebten nur eine Tochter und zwei Söhne den Vater. Einzig Emanuel Anselm von Wilmowski (* 8. Oktober 1732 in Rinteln; † 17. Januar 1786 in Rotenburg), ländgräflich hessen-kasseler Oberstleutnant, konnte den Ast fortsetzen. Aus seiner Ehe mit Anna Eva Christine Gräbe (* 22. Oktober 1749 in Rinteln; † 23. Juli 1808 in Rinteln) gingen vier Kinder, eine Tochter und drei Söhne, hervor. Die beiden ältesten Söhne starben 1806 bzw. 1807 als Offiziere während der Koalitionskriege. Das jüngste Kind Wilhelm Karl von Wilmowski (* 9. November 1785 in Rotenburg) starb am 26. August 1842 in Naumburg als königlich preußischer Geheimer Justizrat. Er heiratete 1815 in Bielefeld Charlotte Adolfine Kurlbaum (* 5. September 1895 in Bielefeld; † 28. März 1869 in Naumburg).
Gustav Karl Adolf von Wilmowski, ein Sohn des Paares, war ein bedeutender Rechtswissenschaftler und Rechtsanwalt. Er gehörte zu den engen Vertrauten von Otto von Bismarck, den er zeitweilig als Rechtsbeistand unterstützte und der ihn als Generalbevollmächtigten seiner Besitzungen in Pommern einsetzte. Sein älterer Bruder Karl Friedrich Adolf von Wilmowski war als Wirklicher Geheimer Rat und Geheimer Kabinettsrat des Preußischen Königs und Deutschen Kaisers Chef des Geheimen Zivilkabinetts sowie Mitglied im Preußischen Herrenhaus. Er erhielt 1888 eine preußische Anerkennung des Freiherrenstandes. Karl Friedrich Adolf heiratete 1846 in Marienthal Anna Mathilde von Seebach (* 5. Mai 1823 in Marienthal; † 26. Juli 1895 in Marienthal). Beide hatten drei Söhne und zwei Töchter.
Der älteste Sohn Thilo Karl Adolf Freiherr von Wilmowski (* 25. Mai 1847 in Suhl) starb am 8. Februar 1891 in Berlin als königlich preußischer Geheimer Oberjustizrat und vortragender Rat im Justizministerium. Er hinterließ aus seiner 1881 in Alexandria geschlossenen Ehe mit Emma Elvira Helene von Gaddum zwei Töchter und einen Sohn. Sein jüngerer Bruder Adolf Wilhelm Kurt Freiherr von Wilmowsky wurde Chef der Reichskanzlei, Oberpräsident der Provinz Schleswig-Holstein und Landeshauptmann der Provinz Sachsen. Er ehelichte 1877 in Berlin Auguste Alexandrine Sidonie von Wilke. Von ihren Söhnen wurde Karl Adolf Thilo Freiherr von Wilmowsky Mitglied des Provinziallandtages der Provinz Sachsen und des Preußischen Staatsrates. Er war der Schwager von Gustav Krupp von Bohlen und Halbach, da er 1907 dessen Schwester Barbara Krupp heiratete. Wilmowsky wurde während der Zeit des Nationalsozialismus nach dem gescheiterten Attentat vom 20. Juli 1944 in Haft genommen. 1953 erhielt er das Große Verdienstkreuz der Bundesrepublik Deutschland. Sein jüngerer Bruder Hermann Paul Friedrich Freiherr von Wilmowsky war Generalleutnant und Kavalleriekommandeur. 1912 heiratete er in Schwedt/Oder Mary von Poseck, die Tochter des Generals der Kavallerie Maximilian von Poseck. Aus dieser Ehe gingen zwei Töchter und ein Sohn hervor.

### Standeserhebungen
Johann (Hans) Leopold Skoczowski, genannt Wilamowsky, wurde am 9. März 1732 zu Wien in den böhmischen Freiherrenstand erhoben.
Karl Friedrich Adolf von Wilmowski, Wirklicher Geheimer Rat und Geheimer Kabinettsraterhielt, erhielt von Kaiser Wilhelm II. am 23. Juni 1888 eine preußische Anerkennung des Freiherrenstandes für sich und seine Nachkommen (Deszendenz) durch Allerhöchste Kabinettsorder, ausgestellt im Marmorpalais zu Potsdam, als Herr auf Schloss Marienthal und Lindenberg in der Provinz Sachsen (heute beides Ortsteile von Eckartsberga).

### Archivbestände
Ein Teil des schriftlichen Nachlasses der Familie Wilmowski befindet sich im Landesarchiv Sachsen-Anhalt Standort Wernigerode. Das betrifft vor allem Archivalien zu Schloss Marienthal bei Eckartsberga, das sich seit 1862 im Besitz derer von Wilmowski befand, bis sie 1945 im Zuge der Bodenreform enteignet wurde. Der Bestand hat insgesamt einen Umfang von 3,5 lfm mit einer Laufzeit von 1587 bis 1944. Er wird unter der Bestandssignatur bzw. Bestandsbezeichnung H 146 Gutsarchiv Marienthal geführt.
Der Bestand umfasst Urkunden, Dokumente, Inventare, Pläne, Bauzeichnungen, Berichte, Korrespondenzen, Rechnungen, Register und Stammtafeln zur Patrimonialherrschaft von 1587 bis 1944, zur Gutswirtschaft von 1709 bis 1943 und ein Familienarchiv von 1634 bis 1943. Er enthält auch Unterlagen zu den Milden Stiftungen der Familie von Wilmowski, unter anderem ein Kinderheim, Schrebergärten und Fenster für den Naumburger Dom. Der Nachlass von Kurt von Wilmowsky ist dort ebenfalls archiviert.

## Wappen

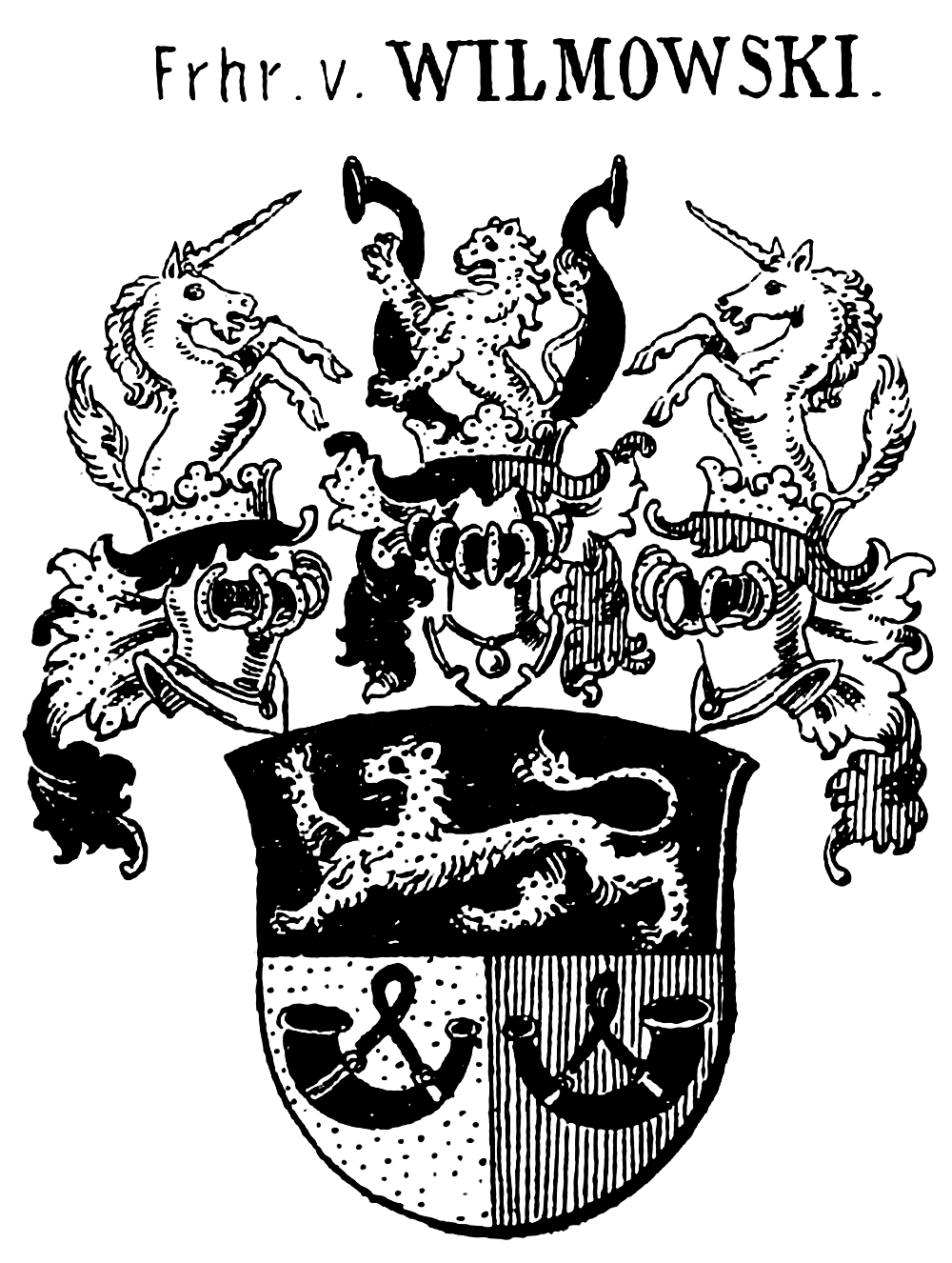
Wappen der Freiherrn von Wilmowski

### Wappen 1553 und 1561
Das 1553 und 1561 verliehene Wappen ist geteilt. Oben in Schwarz ein schreitender zweischwänziger goldener Löwe. Unten in von Gold und Rot gespaltenen Felde zwei Jagdhörner in verwechselter Farbe mit aufwärts gewundenen Schnüren, die Mundstücke einwärts gekehrt. Auf dem Helm mit rechts schwarz-goldenen und links rot-goldenen Helmdecken, der Löwe wachsend zwischen zwei schwarzen Büffelhörnern.

### Freiherrliches Wappen 1732
Das freiherrliche Wappen von 1732 zeigt den Schild von 1553 mit drei Helmen. Auf dem rechten mit schwarz-goldenen Helmdecken ein wachsendes goldenes Einhorn, der mittlere wie der Stammhelm von 1553, auf dem linken mit rot-goldenen Helmdecken ein wachsendes rotes Einhorn.

## Namensträger
- Karl von Wilmowski (* 1817; † 1893), geheimer Kabinettsrat und Mitglied des Preußischen Herrenhauses
- Gustav von Wilmowski (* 1818; † 1896), Rechtswissenschaftler, Rechtsanwalt und Notar
- Kurt von Wilmowsky (* 1850; † 1941), Verwaltungsjurist
- Tilo von Wilmowsky (* 1878; † 1966), Verwaltungsjurist
- Friedrich von Wilmowsky (* 1881; † 1970), Generalleutnant und Kavallerie-Kommandeur